# 青森市立篠田小学校
青森市立篠田小学校（あおもりしりつ しのだしょうがっこう）は青森県青森市篠田3丁目にある公立小学校。

## 沿革
- 1959年（昭和34年）
  - 4月1日 - 沖館小学校と千刈小学校の学区の一部を分離して、学校創立。
  - 5月28日 - 校章制定。
  - 8月15日 - 第二期工事竣工。
  - 11月16日 - 開校記念式典挙行。
- 1961年（昭和36年）11月7日 - 屋内体操場竣工。
- 1962年（昭和37年）
  - 8月20日 - 西側2教室増築。
  - 11月18日 - 校歌制定。
- 1966年（昭和41年）3月 - 理科室・図工室竣工。
- 1969年（昭和44年）4月1日 - 三内小学校開校により、三内小に児童122名を移籍。
- 1978年（昭和53年）11月 - 家庭科室増設。
- 1979年（昭和54年）
  - 4月1日 - 養護学級開設。
  - 4月23日 - 沖館小学校改築により、同校4学年児童216名を本校に収容（1980年（昭和55年）3月26日まで）。
  - 7月20日 - 水泳プール竣工。
  - 10月27日 - 創立20周年記念式典挙行。
- 1982年（昭和57年）5月20日 - 校庭整備完了。
- 1988年（昭和63年）7月 - 鉄筋4階建の新校舎竣工。
- 1989年（平成元年）10月27日 - 創立30周年記念式典挙行。
- 1990年（平成2年）
  - 3月16日 - 体育館竣工。
  - 6月29日 - 校舎・体育館新築落成記念式典挙行。
  - 9月6日 - グラウンド整備完了。

## 学区
出典
- 篠田1丁目の一部、篠田2丁目、篠田3丁目、柳川1丁目の一部、千刈2丁目の一部、富田1丁目の一部、富田2丁目、富田3丁目の一部、石江(字岡部の一部、字三好の一部)

## 進学先中学校
出典
- 青森市立古川中学校 - 篠田1丁目の一部、篠田2丁目、千刈2丁目の一部から通う児童の主な進学先。
- 青森市立沖館中学校 - 上記古川中学校の学区を除く地域から通う児童の主な進学先。

## 周辺
- 沖館川
- ヤマト運輸青森篠田センター
- 青森トヨペット本社
- 青森県道247号鶴ケ坂千刈線
- 国道7号青森西バイパス - 但し、本校から直接国道には出られない。

## アクセス
- 青森市営バス・弘南バス「西滝」バス停下車後、徒歩約180m・約2分。
- JR・青い森鉄道青森駅から、車で約2.7km・約5分。上記記載の路線バスで、「西滝」バス停まで、12～16分。

## 著名な出身者
- 木浪聖也（プロ野球選手）

## 参考資料
- 『青森県教育史 別巻』（青森県教育委員会・1973年12月20日発行）「学校沿革 小学校」698頁「篠田小学校」
- 『新青森市史 別編教育（別巻）年表・学校沿革』（青森市・2000年3月発行）「学校沿革 （一）小学校」159頁「篠田小学校 変遷」